# 榛名湖
榛名湖（はるなこ）は、群馬県西部にある湖。榛名山のカルデラ内に生じた火口原湖で、水系としては利根川に属する。周囲は約4.8キロメートル、面積は約1.2平方キロメートル、最深部は約12メートルから15メートル。
『万葉集』の時代から上野国を象徴する歌題「伊香保の沼」として知られる。榛名神社とともに、江戸時代以降は関東地方を中心とする雨乞い信仰「榛名講」の目的地となった。明治時代以降は近接する伊香保温泉に集まった文化人によって文芸作品に描かれた。大正時代からは本格的な観光開発が始まり、年間百数十万人（1987年）の観光客を集め 、一年を通じて群馬県を代表する観光地の一つとなっている。

## 概要
群馬県（旧上野国）にある赤城山（標高1827メートル）、榛名山（標高1449メートル）、妙義山（標高1103メートル）はいずれも火山で、上毛三山と呼ばれて県のシンボルになっている。なかでも高崎市、前橋市、渋川市や利根川を挟んで東西に対称的に位置する赤城山と榛名山は、同時期に活発な火山活動を行って成層火山へと成長し、後代の噴火でその頂部を失いカルデラを形成した。それぞれ山頂部のカルデラ内に湖沼を有し、赤城山に大沼や覚満淵、榛名山には榛名湖がある。
榛名湖の湖水は北側の火口瀬から沼尾川として流れ出て吾妻川に注ぎ、さらに利根川へと合流する。湖水は一部で農業用水として利用されている。湖は標高1,084メートルにあり、日本の主要な湖沼では最も高い中禅寺湖の1,269メートルに次ぐ。厳冬期には湖面全体が結氷する。
榛名山は約50万年前から同じ場所で噴火を重ねており、山頂のカルデラは馬蹄形に連なる多重の外輪山に囲まれている。約22万年前の爆発で直径3キロメートルほどのカルデラが生じ、そこに榛名湖の原型ができた。4万年ほど前にカルデラ内で再び噴火があり、東西4キロメートル、南北2キロメートルほどのカルデラをつくった。これが現在の榛名湖の周囲を囲む外輪山で、当時はその内側が全て湖だったと考えられている。その後も、このカルデラ内で何度か噴火があり、榛名富士などが生じた。カルデラ内の湖の一部が火山噴出物で埋め立てられ、いまの榛名湖の姿になった。
奈良時代には『万葉集』にも「伊香保の沼」（※「伊香保」は、現在の高崎から榛名山一帯をさす広域地名）として詠まれるようになり、上野国を代表する景物として都の歌人たちにも知られていた。中世から信仰の対象となり、江戸時代以降は雨乞いに霊験あらたかな地として関東一円の農民を集めるようになった。これを「榛名講」といい、榛名湖の南にある榛名神社に詣でて泉水を竹筒にいれて持ち帰り、田畑にまくと雨が降るとされていた。この信仰の濫觴として、戦国時代の関東の武将の妻が、敗死した夫の後を追って榛名湖に入水し、龍神となって農民の願いをきくようになったと伝えられている。
明治時代になると、榛名湖の北隣にある伊香保温泉に文化人が集まるようになり、竹久夢二、与謝野晶子、高浜虚子らによって榛名湖は文学、絵画、音楽に描かれるようになった。大正時代には、群馬県内で最初の自然公園に指定され、観光客が急増した。高度成長期には1日3万人の行楽客が押し寄せたといい、夏は水上スポーツやボート遊び、冬はスケートや氷上でのワカサギ釣りなどが行われる観光地となった。湖畔には土産物屋がならび、対岸には温泉が掘られ、湖畔の榛名富士や沼ノ原にはキャンプ場やスキー場がつくられ、榛名山ロープウェイも建設された。近年は湖上の花火大会やイルミネーションイベントも催されている。

## 地形
榛名山のカルデラにできた火口原湖。

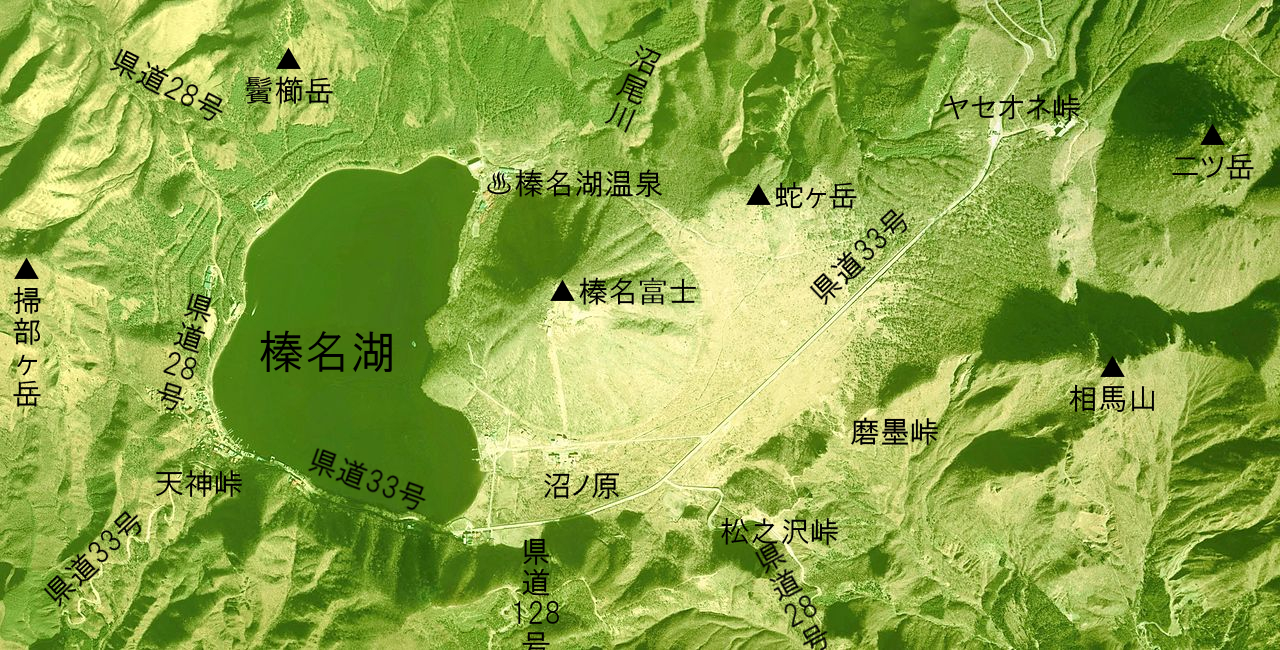
榛名湖周辺地図

湖面の標高1084メートル。ただし取水によって水面の高さは2メートルほどの季節変動がある。
南北方向の長径は約1.3キロメートル、東西方向の短径は約1キロメートル、周囲4.8キロメートル。面積は約1.24平方キロメートル。湛水量はおおよそ1,220万立方メートル。形状は「勾玉形」、「東側がくびれたひょうたん形」ないし「楕円形に近似」している。
湖底は、湖岸付近では急斜面になっているが、水深10メートル付近からはなだらかで、湖底平原になっている。最大深度は14メートルないし12.6メートル。湖底には珪藻類の死骸が堆積し、珪藻骸泥となっている。
水温は夏場の湖面近くは22度から25度、湖底付近で10度ほど。春と秋は水温は一様である。冬になると1月から3月にかけて湖面が凍結し、氷厚は0.4メートルに達する。
透明度は観光客の増加に伴って低下が進んでおり、春季で4.2メートル、秋季には1.9メートル。
榛名湖の水は、湖の北東の火口瀬から沼尾川（ぬまおがわ）として流出している。沼尾川は吾妻川に合流し、さらに利根川を経て太平洋に注ぐ。河川法上は一級水系利根川の三次支川と位置づけられている。これとは別に、人工的に開削された水路とトンネルを通じて烏川の支流榛名川や長野堰へ導水する設備があり、灌漑に必要な時期には湖の南に設けられた水門を開いて取水が行われている。

## 形成史

### 榛名山の多重式カルデラ
榛名山は狭い範囲で噴火を繰り返してきた四重式の火山で、山体の底部は直径28キロメートル×22キロメートルの広がりを持つ。そのカルデラは同心円状に三重になっていて、東側を欠いた馬蹄形としている。

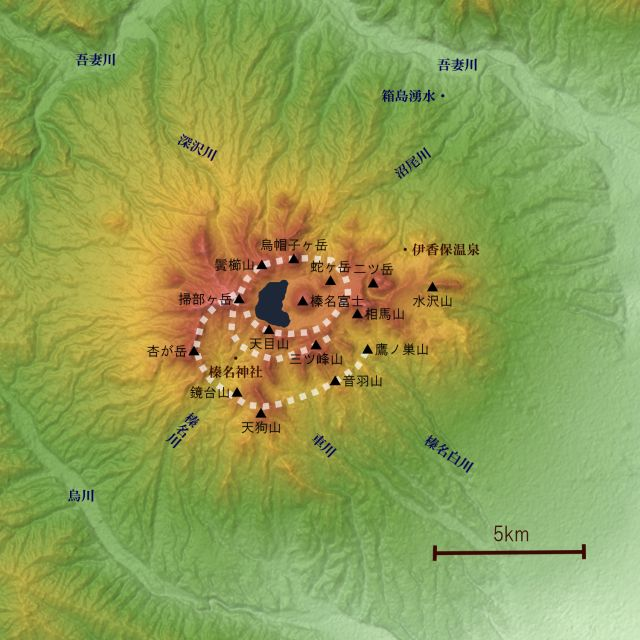
榛名山の多重カルデラ。相馬山、水沢山、二ツ岳はカルデラ形成後に噴火したもの。

最初の噴火はおよそ50万年前に遡り、柏崎千葉構造線の一部を成す断層（利根川構造線）で赤城山と同時に噴火した。これは25万年ほどをかけて標高2500メートルの成層火山に成長した（古期榛名火山）。これが22万5000年前に大噴火をおこして山体上部のおよそ半分が吹き飛び、直径4.5キロメートルほどになるカルデラが形成された。
そのカルデラ内部に22万年前から標高1800メートルほどの新たな成層火山ができ、やがて噴火して直径3 - 3.5キロメートルのカルデラ（氷室カルデラ）を作った。その後の火山活動は終息し、16万年ほどの間、カルデラは湖になっていたと考えられている。
4万2000年前からこのカルデラ内での火山活動が再び活発化して、標高1700メートルに達する溶岩ドームをつくり、大爆発を起してカルデラを作った。このときのカルデラは東西約4キロメートル、南北約2キロメートルの規模で、おおむね現在の榛名湖の外輪山に相当する。当時は、このカルデラ全体に水が湛えられて巨大な湖になっていた。
3万1000年前になると、このカルデラ湖の中央部で新たな火山活動があり、溶岩ドームが形成された。これが現在の榛名富士（標高1390.5メートル）である。また、蛇ヶ岳（標高1229メートル）も同時に形成されているが、蛇ヶ岳が中央火口丘であるか火口縁であるかは説が分かれている。当時、榛名富士や蛇ヶ岳は巨大な榛名湖の湖中島になっていた。

### 現在の榛名湖の誕生
その後カルデラの内外で、約2万年前に相馬山（標高1411メートル）、約1万年前に水沢山（標高1194メートル）、古墳時代に二ツ岳（標高1343メートル）の噴火があった。これらの火山噴出物によってカルデラ内部の榛名湖が埋め立てられてゆき、現在の姿になった。
現在の榛名湖の南東側の湖岸には、沼ノ原と呼ばれる湿地帯が広がっており、これは榛名湖が埋め立てられた際の名残と考えられている。

## 人文史

### 伝説
室町時代に成立したとみられる『神道集』には、赤城山と榛名山の湖をめぐる伝説が収録されている。
これによると、上野国へ配流された「高野辺家成」（高野辺大将）という公卿に3人の美しい娘がおり、「淵名姫」「赤城姫」「伊香保姫」といった。ところが、娘たちの継母が彼女らの命を狙う。淵名姫は利根川に沈められて殺され、逃げた赤城姫は赤城山の沼に棲む龍神によって赤城大明神となった。末妹の伊香保姫は伊香保（榛名山）に逃れ、のちに上野国の国司（高光中将）と結婚した。その後、後任の国司が伊香保姫に横恋慕し、姫の夫を殺してしまう。伊香保姫が夫の後を追って榛名湖（伊香保沼）に入水すると、姫は沼の龍神によって伊香保大明神とされた（伊香保姫は、夫（高光中将）が生前に建立した水澤寺に弔われたとされている。）。
このほか、次のようなエピソードも記されている。
- 赴任した上野国司が伊香保の山を荒らして伊香保大明神の怒りに触れ、大明神によって湖畔の石楼に閉じ込められた。
- 赤城沼の龍神と榛名湖の龍神が争い、岩の投げ合いをした。

### 歴史的呼称
古代の榛名湖は「伊香保沼（いかほのぬま）」と呼称されていた。
『万葉集』に収録されている東歌には9首に「伊香保」が詠まれており（「伊香保」自体は榛名山一帯を指す広域地名）、そのうち榛名湖を詠んだものと推定されている歌に次のようなものがある。
- 順徳天皇（在位：1210-1221年）による『八雲御抄』の解説によれば、この「伊香保の沼」は「在山上池」であり、榛名湖を指すとしている。
- 注）「上毛野」（かみつけの）は「毛野」を参照。「植ゑ子水葱」で詠まれている植物は、「子菜葱（小菜葱）」（こなぎ）ととると秋の季語コナギを指し、「植えし水葱」（なぎ）ととるとミズアオイのことになる。

- 天台宗の僧仙覚の『萬葉集註釈』（文永6年（1269年））によれば、「イカホノヌマ」は「請雨之使」であり、雨乞いの信仰の対象だったと示唆されている。
- 注）「かぬま」は「神沼」であり、榛名湖を指すという解釈のほかに、「鹿沼」（栃木県鹿沼市）と結びつけて解釈する説もある。

平安時代の『古今和歌集』や『拾遺和歌集』などには「伊香保詠」の和歌として次のような作品が採録されている。
このように、平安時代には既に榛名湖は「伊香保の沼」として、ポピュラーな題材になっていた。しかし、奈良時代の万葉集では榛名湖が描かれているのに対し、上の平安時代の3首は、共通して、榛名湖そのものは具体的に詠まれていない。「いかほのぬま」は、続く「いかにして」を同じ「いか」という音で導くための序詞として用いられていて、修辞的技法のために利用されているだけである。平安時代の京都の歌人にとって「いかほのぬま」はよく知られたものではあったが、遠く離れた東国の湖にすぎず、深い関心はなかったものと考えられている。
このほか歴史上の文学作品に登場する榛名湖については文芸節を参照。
室町時代中期に堯恵が著したという『北国紀行』には、「ぬのたけといふ、麓に流水あり、これをいかほのぬまといへり」とある。
江戸時代初期の寛文年間（1662-1673年）から天和年間（1681-1684年）に、この伊香保沼（榛名湖）や周辺の土地の境界をめぐって、榛名神社（江戸時代の呼称は満行権現榛名寺）、伊香保神社、周辺の村を治める高崎藩と沼田藩らのあいだで、争論が相次いだ。この争いの結果、湖は榛名寺の寺領と認定され、それから湖は「榛名神社御手洗沼」、「満行権現みたらし」や「榛名沼」と称することになった。国学者跡部良顕（1658 - 1729）は『伊香保紀行』（1698年）のなかで、神道の立場からこれを批判した。江戸後期の慶応3年（1867年）には、榛名湖周辺を含めた12の村に対して、水域周辺での漁猟や狩猟が禁止されている。

### 榛名湖と信仰
榛名講
仙覚（1203?-）『萬葉集註釈』で示唆されたように、「伊香保沼（榛名湖）」は古くから雨乞い祈願の信仰を集めた。14世紀の僧頼印（1323-1392）の『頼印大僧正行状絵詞』には、頼印自身が榛名湖に参詣し、湖に米を奉納したという記述があり、中世には榛名湖が雨乞い信仰の地として知れ渡っていたと考えられている。
江戸時代の中頃から、榛名湖の南山中にある榛名神社に参詣して、境内の湧水（神泉）を竹筒に詰めて持ち帰り、田畑に注ぐと雨に恵まれるという信仰が盛んになった。関東一円の農村では「榛名講」と称して毎年村の代表者を送り込んだという。江戸時代に中川久盛の妻が伊香保温泉や榛名湖を巡って書いた紀行文『伊香保記』では、「此沼の辺にて民とも雨こひすればあめふるといふ」と伝えている。
後述のように、高崎市南部の木部町には、戦国時代に当地の姫が榛名湖に入水して水神になったという伝承があり、雨乞いをするには木部出身者が最適とされていた。このため他地域から木部へ榛名講の代理人を依頼されることもあったという。
こうした榛名講は現代でも行われているという。竹筒を運ぶ者は途中で立ち止まってはならないとされており、村までは複数の運び手によって休むことなく移送される。こうした方法は一部の地域では現代でも忠実に行われているが、多くは自家用車で参詣するようになった。
姫の入水と腰元蟹
榛名湖の湖畔には「御沼龗（みぬまおかみ）神社」（木部神社）が祀られている。神社の謂れにはさまざまな異伝が流布しているものの、大筋では、戦国武将の妻（姫）が榛名湖に入水して転生した龍神（または蛇神）を祀っているとされている。湖畔には、姫を祀るため、命日の5月5日には赤飯を榛名湖に流す風習があるとされる。
姫の入水の経緯や出自については様々な言い伝えがある。湖を見物に訪れた姫が突如理由もなく入水してしまったという伝えと、武将の妻が夫の戦死の報に接して身を投げたという伝えがある。
このとき、姫の従者（腰元）も姫の後を追って入水し、蟹に転生したという。これを「腰元蟹」といい、腰元蟹は神使として湖水の落ち葉や藻を除き、姫の棲む榛名湖の水を清めているとされる。腰元蟹は、落ち葉を掻き分け下を覗き、姫を探しているとも言われる。江戸時代の紀行文『伊香保記』では、榛名湖のカニは湖水を清める神聖な存在であり、湖畔を歩く際にはカニを踏んではならないと記されている。木部氏の地元である木部町（高崎市）などでは、「カニを食すると榛名湖に行くことができない」と、カニに対する禁忌が伝わる。
姫の身分については諸説あり、渋川氏の一族で蕨城城主の渋川義基の妻「北の方」とする説、箕輪城主長野業正の妻「長野姫」とする説、長野業正の娘で、家臣の木部氏（木部城主木部範虎、木部貞朝参照）に嫁いだ姫（「長野姫」または「木部姫」）とする説、その木部氏の娘（木部姫）とする説、長者の娘だった「藤波姫」とする説などがある。
蕨城（埼玉県蕨市）城主の渋川義基とその妻（龍體院）の伝承については、埼玉県の各地に関連する言い伝えが残されており、御沼龗神社の境内には、夫妻を祀るため1971年（昭和46年）に建立された石碑がある。渋川義基は、もともとは足利氏一門だったが、戦国時代に足利系の扇谷上杉氏と小田原北条氏との勢力争いに巻き込まれ、北条氏の軍門に降った。妻の「北の方」（龍體院）は、榛名湖に近い渋川の出身だったとされている。渋川義基は、永禄10年（1567年）に下総国（千葉県）で起きた三船山合戦に北条方で参戦し、討ち死にした。妻はその報せを受けて故郷の榛名湖に身を投げたという。龍體院は龍神へと化身し、埼玉方面の雨乞いに霊験があると信仰されるようになって、榛名講の流行につながったという。
蕨市に隣接する埼玉県戸田市美女木にも同様の伝承がある。仁政を敷き、美女木で「わらびさま」と呼ばれて敬愛されていた城主が敗死すると、その妻が侍女とともに榛名湖へ身を投げた。死に祭して妻は、死後は龍神となって村に恵みの雨をもたらし、作物を害する雹を防ごうと誓ったという。その言葉通り、妻は龍神に、侍女は蟹となった。ある年に美女木で厳しい日照りがあり、八幡神社で神託を得たところ、榛名湖の湖水を撒くとよいと出た。以来、村では「お水もらい」と称して榛名講がはじまったという。榛名講は埼玉県で最も盛んであり、これは蕨城主の妻が榛名湖に祀られていることに由来するとされている。
一方、御沼龗神社の境内には、箕輪城（高崎市箕郷町）の城主長野業正の妻「長野姫」とその腰元の供養塔もある。異伝では、入水した姫は長野業正の4女で、家臣木部氏（木部城主木部範虎とも）の妻であるといい、「長野姫」または「木部姫」と伝わる。永禄年間（1558-1570）に、武田信玄が長野氏の領内に侵攻すると、これを事前に察知した木部氏は戦の前にあらかじめ夜闇に乗じて妻を城から出し、榛名山の山中に隠れさせたという。しかし、山に登った妻が城の方角を見ると空が赤く染まっており、城が焼け落ちて夫が戦死したと悟った妻は榛名湖に入水したという。妻が龍神になり、腰元が蟹になるのは共通している。入水した木部姫は、その母（長野氏の妻）が榛名湖へ参詣した際に懐妊した娘で、龍神の血をひいていたとする伝えもある。細部にはさまざまな異伝があり、落城したのが木部城とするもの、箕輪城とするもの、夫の木部氏が木部城で戦死したとするもの、箕輪城に詰めていて戦死していなかったとするもの、落城の年を永禄6年（1563年）とするもの、永禄9年（1566年）とするものなどである。
これら一連の伝承は細部で異なるものの、ルーツは同じものと考えられている。
箱島湧水
榛名湖の北方約10キロメートルのあたり、榛名山の北麓には箱島湧水という湧き水があり、名水百選に選ばれるなど、名水として親しまれている。この箱島湧水は、榛名湖の湖底とつながっているという伝承がある。木部氏一族の子で、仏門に入った僧のもとへ、その母「北の方」が面会に来る。この仏僧は知らないが、実は既に木部氏は敗戦によって追われる身となっており、母はこの面会のあと榛名湖に身を投げてしまう。仏僧は母を弔うために榛名湖に位牌を沈めたところ、地下を通って箱島湧水からその位牌が湧いてきたという。こうした伝承により、箱島湧水は榛名湖の伏流水であるという俗説が根強く流布している。実際にはそうではなく、周辺の山へ降った雨水が火山灰層を通って湧き出ているものである。

### 利水
江戸時代の初期から中期にかけて、榛名湖の北から流出する沼尾川の水を引水し、榛名山北麓の開墾が行われた。開削には70年を要し、完成した用水路は指導者岡上景能の名から「岡上用水」と呼ばれ、岡上景能は榛名神社で「岡上大明神」として祀られている。ただし、この用水による新田開発への寄与は限定的だったとみるむきもあり、実際の開拓は近代以降に行われたとも考えられている。
江戸時代中期の宝永年間（1704-1710年）には、高崎藩の藩主松平輝貞（大河内輝貞）が、榛名湖の東山麓にある藩内の村へ水を引くために沼尾川から水路を築こうとした。しかし、既に作られていた岡上用水は旗本領で利用されており、この工事について高崎藩、旗本、榛名神社を巻き込んで争いになり、幕府に裁定が持ち込まれた。その結果、岡上用水の取水を妨げないように一定の条件をつけたうえで、高崎藩側の利水が認められた。藩ではこれを受けて工事に取り掛かったのだが、榛名湖外輪山東側の岩山（磨墨峠）を貫くトンネル工事に失敗し、未完成のまま放置された。この時の遺構は現存し、当時の藩主の官名（松平右京亮輝貞）から「右京の無駄堀」「右京の馬鹿堀」「右京の泣き堀」と呼ばれている。
明治時代になると、今度は榛名湖の南山麓の開発のため、榛名湖の水を引く計画が持ち上がった。これは榛名湖の南湖岸の外輪山にトンネルを掘って水を流そうというものだった。再び、岡上用水側との利害が衝突し、群馬県によって調停が行われた。その結果、江戸時代の幕府の裁定と同条件で、南側への引水が認められた。この工事は3ヶ月の工事を経て1903年（明治36年）に完成し、翌年から利用されるようになった。しかしこの榛名湖からの限られた取水だけでは思うような効果は得られず、1960年（昭和35年）頃まで、さらに他の河川からの取水路を整備するなどして拡張された。一連の施設は国際かんがい排水委員会のかんがい施設遺産に登録されている。
新しく設けられた南湖畔の水門は、普段は閉じられており、渇水期に限って1週間から2週間、開かれる。このほかに特別な干魃の際には、岡上用水側の承認を得て水門をひらくことが認められている。この水門新設の結果、榛名湖の湖水は季節によって2メートルほど変動するようになった。

## 開発と観光
榛名湖の南東は湿地状の平地がひろがっており、沼ノ原と呼ばれている。ここはかつて湖の一部だったものが、榛名山の火山噴出物によって埋め立てられたものである。明治時代に開発が試みられ、乳牛と馬の繁殖のための牧場（榛名牧場）が築かれた。その後太平洋戦争のさなか、旧日本海軍が沼ノ原の開拓を試みた。終戦後は開拓者が入植したものの、野菜の栽培には成功したが穀類は得られず、大半の開拓者が撤退した。残った者は観光客向けの事業を営むようになった。
1924年（大正13年）4月28日に当時皇太子の昭和天皇の結婚を祝賀して、一帯の御料地が群馬県によって榛名公園に指定された。これは群馬県内では最初の県立公園だった。土地は1935年（昭和10年）に群馬県に払い下げになり、県有地となっている。当時の公園の指定範囲は395ヘクタール。指定地域には榛名湖、榛名富士、掃部ヶ岳、榛名高原（沼ノ原）が含まれる。
榛名公園内には群馬県によって、ビジターセンター、温泉施設、スポーツ施設などが整備された。榛名湖を訪れる観光客の総数は1950年代には年間50万人ほどだったが、1970年代には90万人を超え、1980年代には120万から140万人、1990年には150万人に達した。1916年（大正5年）には湖畔の施設はただ1軒だったと伝わるが、1990年（平成2年）には85ヶ所となった。
1946年（昭和21年）には群馬県立榛名高原体育学校（のちに榛名高原学校と改称）が設けられた。当初は湖畔の旅館を借りて開設されたものだが、のちに湖畔に専用の校舎が建設されている。これは県内の青少年や教育関係者を対象に、自然の中での集団生活や、登山・カッターボート・スケートなどの体育活動を通じて教育を行うものである。毎年100団体2万名（2008年現在）が利用している。
1958年（昭和33年）には榛名高原（沼ノ原）から榛名富士山頂を結ぶ榛名山ロープウェイも建設された。榛名富士の山頂には、かつて巨岩を神体とする祠があり、木花咲耶姫を祭祀していたと伝えられている。しかし明治末期に榛名神社へ合祀されたあとは顧みられなくなっていた。ロープウェー建設時には跡形もなくなっていたといい、1964年（昭和39年）には地元のバス会社によって、山頂にコンクリート造の神社が建立された。
1962年（昭和37年）に伊香保温泉と榛名湖畔を結ぶ伊香保榛名有料道路が開通した。道路は1981年（昭和56年）から無料となり、群馬県道33号渋川松井田線の一部となっている。
これに先だって、1929年（昭和4年）には伊香保温泉から榛名湖を目指す伊香保ケーブル鉄道が開業していた。しかし、終点の榛名山駅は沼ノ原（榛名高原）の東端のヤセオネ峠にあり、そこから榛名湖観光の中心地である湖畔までは3キロメートルあまり離れていた。さらに、太平洋戦争の前後の18年間の運行休止をはさんで、1961年（昭和36年）にようやく再開にこぎつけたものの、翌年の有料道路の開通によって業績不振に陥り、間もなく廃止となった。
榛名湖の北東湖畔では、1968年（昭和43年）に温泉が発見された。しかし民間企業による温泉許可に手間取り、1976年（昭和51年）になって榛名町（当時）の財団法人によってようやく認可を得て榛名湖温泉として開業した。1979年（昭和54年）には町営となり、1980年（昭和55年）に「老人休養ホームゆうすげ」が開設された。これが後に「レークサイドゆうすげ」となり、公共温泉として日帰り客や宿泊客の拠点のひとつとなった。2006年に榛名町が高崎市へ編入合併すると、温泉は民営化された。2010年（平成22年）時点では2軒の温泉施設が営業している。周辺には企業の保養所や教育施設が点在している。
1997年（平成9年）には、群馬県観光開発公社によって湖の東方にオートキャンプ場が整備された。これは、榛名公園内での無秩序なキャンプによって自然環境が損なわれることを防ぐ目的で設置されたものである。

### さまざまなイベント
榛名湖を中心として、榛名高原（沼ノ原、真弓が原）、榛名富士や、外輪山の掃部ヶ岳、烏帽子ヶ岳、天目山などは、一年を通じてレジャーやスポーツ、観光で行楽客が訪れる。春は平地よりも遅れてヤマツツジやレンゲツツジ、サクラの開花期を迎える。夏季は榛名湖でのボート遊びや観光遊覧船、周辺のハイキングや登山などで賑わう。5月に開催される「榛名山ヒルクライムin高崎」（通称ハルヒル）という自転車競技（ヒルクライム）では、7000人を超す（2016年）エントリーがある。8月の「榛名の祭り」では御沼龗神社の灯篭流しや湖上での花火大会が行われ、約2万人の見物客を集める。夏の終わりから秋にかけては、榛名地域を代表する農産物のひとつである梨の収穫期にはいり、榛名湖畔で「はるなの梨まつり」が行われる。梨の配布や販売のほか、1分間の時間制限で梨の皮をどれだけ長く剥けるかを競う「皮むき大会」などが行われている。9月に行われる「榛名湖マラソン」は、日本陸上競技連盟の公認コースとしては日本で最も標高が高い場所で行われるもので、1周約7.8キロメートルの湖畔の周回コースを5周して競われる。
秋の紅葉シーズンや冬のウィンタースポーツも榛名湖の特徴になっている。榛名湖周辺は標高が高いために周囲の地域よりも早く紅葉シーズンが訪れ、10月の半ばから一ヶ月間ほどが見頃を迎える。冬は12月に「榛名湖イルミネーションフェスタ」として55万球の照明によるイルミネーション・イベントが催され、期間中13万人が訪れる。1月から2月にかけては榛名湖が全面的に凍りつき、氷上でのゴーカート遊びやスケート、ワカサギの穴釣りが目玉になっている。ただし近年は湖氷の発達が不十分な年があり、2007年や2009年には氷上は立入禁止になった。東日本大震災の影響もあり、2018年に7年ぶりに氷上釣りが開催され、約1,200人の釣り客を集めた。
榛名湖では、行楽客向けの釣りが行われている。マス、コイ、フナは通年、ワカサギは秋から春にかけてが遊漁シーズンである。漁業者によるワカサギ漁も行われており、榛名湖漁業協同組合が規則を設けてこれらを管理している。榛名湖はバス釣りの名所としても知られている。4月から7月上旬と9月から11月がバス釣りの好適期とされ、湖畔やボートでの釣りが行われる。平均30センチから大きいもので50センチのバスの釣果があるという。
湖畔には北東岸に公営宿泊施設があるほか、南西岸には宿泊施設や土産物店、飲食店がならび、貸しボートや遊覧船の発着する港もある。「湖畔の宿記念公園」（#歌謡参照）も付近にあり、背後には国有地を定期借地する別荘地がある。南東の湖畔から沼ノ原の平原地帯にかけても山荘や旅館、テニスコートなどが点在し、榛名富士へのロープウェーの発着駅がある。榛名富士の山麓にあたる東岸には県立榛名公園の管理棟やビジターセンター、キャンパーむけのバンガロー村がある。観光客向けにトテ馬車も運行されている。
沼ノ原では、8月の夕刻に開花するユウスゲが見頃を迎える。薄黄色のユウスゲは榛名山のシンボルとされており、沼ノ原に設けられた遊歩道は「ユウスゲの道」と命名されている。ここでは初秋のマツムシソウもみどころの一つである。

## 自然環境

### 水質
腰元蟹の伝承（#榛名湖と信仰参照）でも語られるように、榛名湖の湖水は透明で美しいとされてきた。これらの伝承では、腰元蟹のおかげて、落ち葉や大雨の濁流が流入しても水がきれいである、としている。跡部良顕（1658 - 1729）の『伊香保紀行』（1698年）では「水清くして細波たち箱根の湖水の如し」と伝えている。現代では、湖水の清浄さは榛名湖周辺の地形的特性によるところが大きく、急傾斜の外輪山や火山地質を経て湧く水源が水質を決定づけていると考えられている。
明治時代にも、榛名湖は湖水の清浄さで名高かったと伝えられている。透明度は、1906年（明治39年）に9.5メートル、1916年（大正5年）には6メートルと記録され、湖水は「藍色にして清澄」と評されていた。当時の榛名湖の岸には、一軒宿の「湖畔亭」があるだけだったという（#文学・小説の横光利一作品や#歌謡参照。）。
しかし1924年（大正13年）の県立自然公園の指定により開発がすすみ、観光客が爆発的に増加した。それでも、1930年（昭和5年）には透明度5メートルを保っていたが、高度成長期を迎えた1950年代になると多い時には1日3万人の観光客であふれ、駐車場もバスで埋まるようになり、1955年（昭和35年）には透明度は3メートルまで低下した。観光客の増加とボートやモーターボートの導入が湖の富栄養化をもたらし、透明度の低下が進行したものと分析されている。
富栄養化の要因は、湖畔の旅館や土産物店・飲食店の排水が湖に流入していることにあると考えられており、1981年（昭和56年）に榛名湖水質管理センターが開設され、下水道の整備などが行われた。同施設では開設後も処理能力の拡充が行われている。ワカサギ漁などを営む漁協でも、湖水の浄化やプランクトン育成を目的に炭素繊維の設置を行っている。こうした取り組みが奏功して水質が改善し、姿を消していたゲンジボタルが棲むようになり、例年7月の後半には榛名湖の南湖畔のガソリンスタンド付近で多くのホタルが見られるようになった。環境省による水質検査（平成27年度（2016年度））では、CODの環境基準でA（4段階のうち上から2番め）、水生生物の生息状況の適応性について生物A（4段階のうち上から2番め）に類型されている。
ただし透明度は1955年頃と大きく変わっていない。透明度は季節変動があり、5月には4.2メートルだが、9月には1.9メートル（1988年）となる。こうした季節的変動は、冬季の氷結と、春の解氷による湖水の循環と関連があり、夏季から秋にかけては湖水が停滞期となるものと推測されている。地元では毎年早春、本格的な行楽シーズンの前にボランティアを募り、榛名湖の湖底の清掃を行っている。水質改善のための新たな取組として、湖底に鉄分を供給して水草の成長を促し、湖底を緑化する試みも行われている。

### 植物
榛名山は平地よりも標高が高いため、サクラやツツジの開花期が平地よりも遅い。ただし、赤城山など群馬県内の他の山と比較すると高標高というわけではなく、降雪量も少ないため、これらの高山との比較では植生の幅は広くない。南東側の沼ノ原や観光施設が並ぶ南岸をのぞき、湖は概ね急斜面に囲まれていて、これらの斜面はイタヤカエデ、サワグルミ、ハルニレといった落葉広葉樹が中心である。このほかミヤコザサやミズナラの分布が特徴的ではあるが、全体としては原生林ではなく、人の影響を受けた代償植生である。また、湖畔の多くは人の開発によって自然度は低下している。
かつて湖だった南東の沼ノ原は湿原から草原、さらに森林へと遷移している。ここにはユウスゲ（キスゲ）やマツムシソウの群落があり、特に夏の夕刻に黄色い花を咲かせるユウスゲは榛名山や榛名湖のシンボルになっている。このほか、沼ノ原ではキキョウ、オミナエシ、スズサイコ、コウリンカといった絶滅危惧種がみられる。近代から昭和にかけて開墾が試みられたり、スキー場として利用されたりしたことで、ススキの群落から森林への2次的な乾性遷移が進んでいる。草原に分布するカシワの林は群馬県内としては最大規模のものであり、カシワとミズナラの交雑種であるホソバガシワといった貴重種もみられる。
草原を縦断する群馬県道33号渋川松井田線の周辺では、外来植物の侵入が懸念されている。とりわけ、2000年以降オオハンゴンソウが道路脇に群落を作るようになっており、危険視されている。
榛名山で発見された植物としては、ハルナユキザサ、ジョウシュウカモメヅル（コバノカモメヅルの変種）、ミヤマフナバラソウ（フナバラソウとクサタチバナの交雑種）がある。榛名山も参照。
ギャラリー

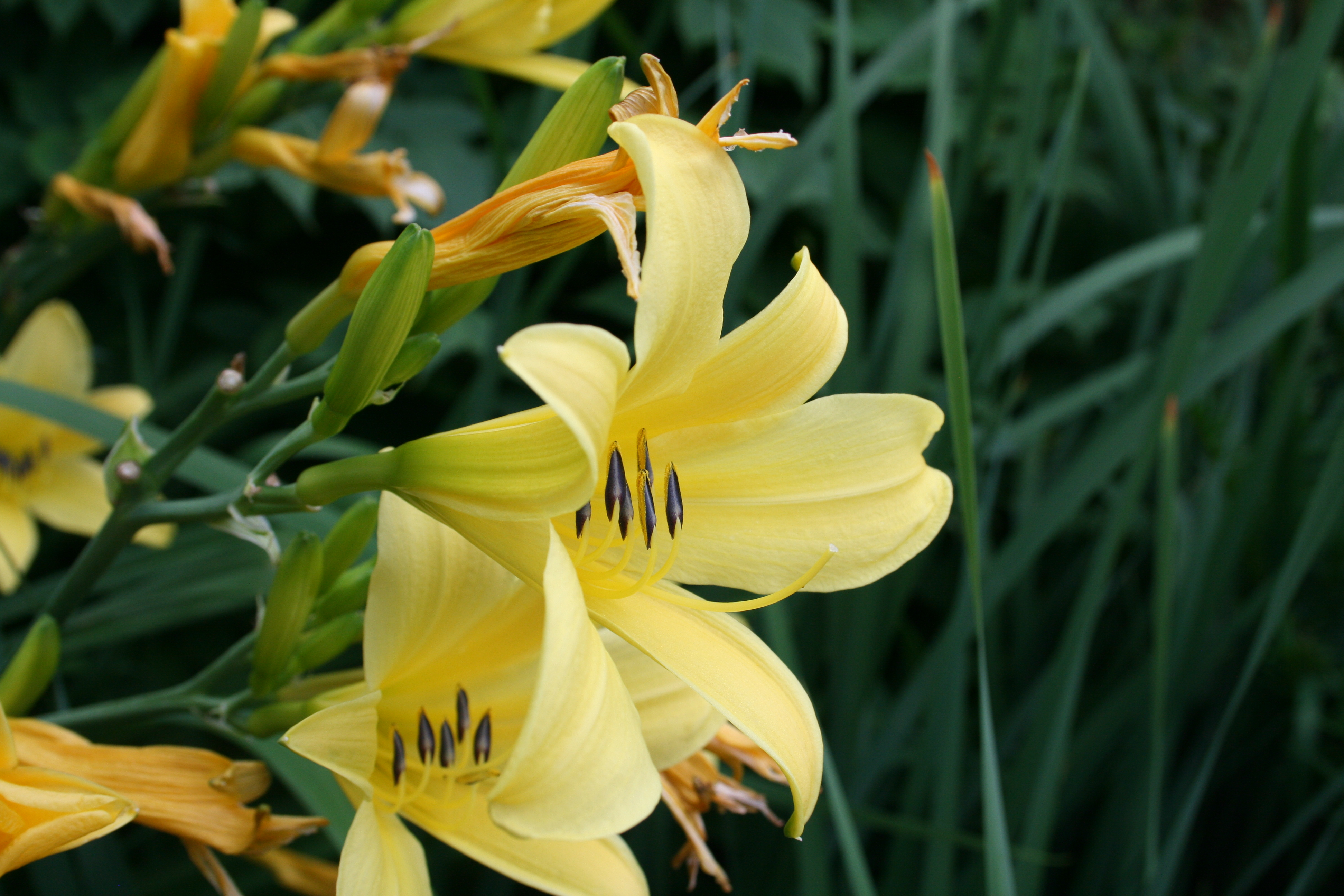
榛名湖のシンボル、ユウスゲ
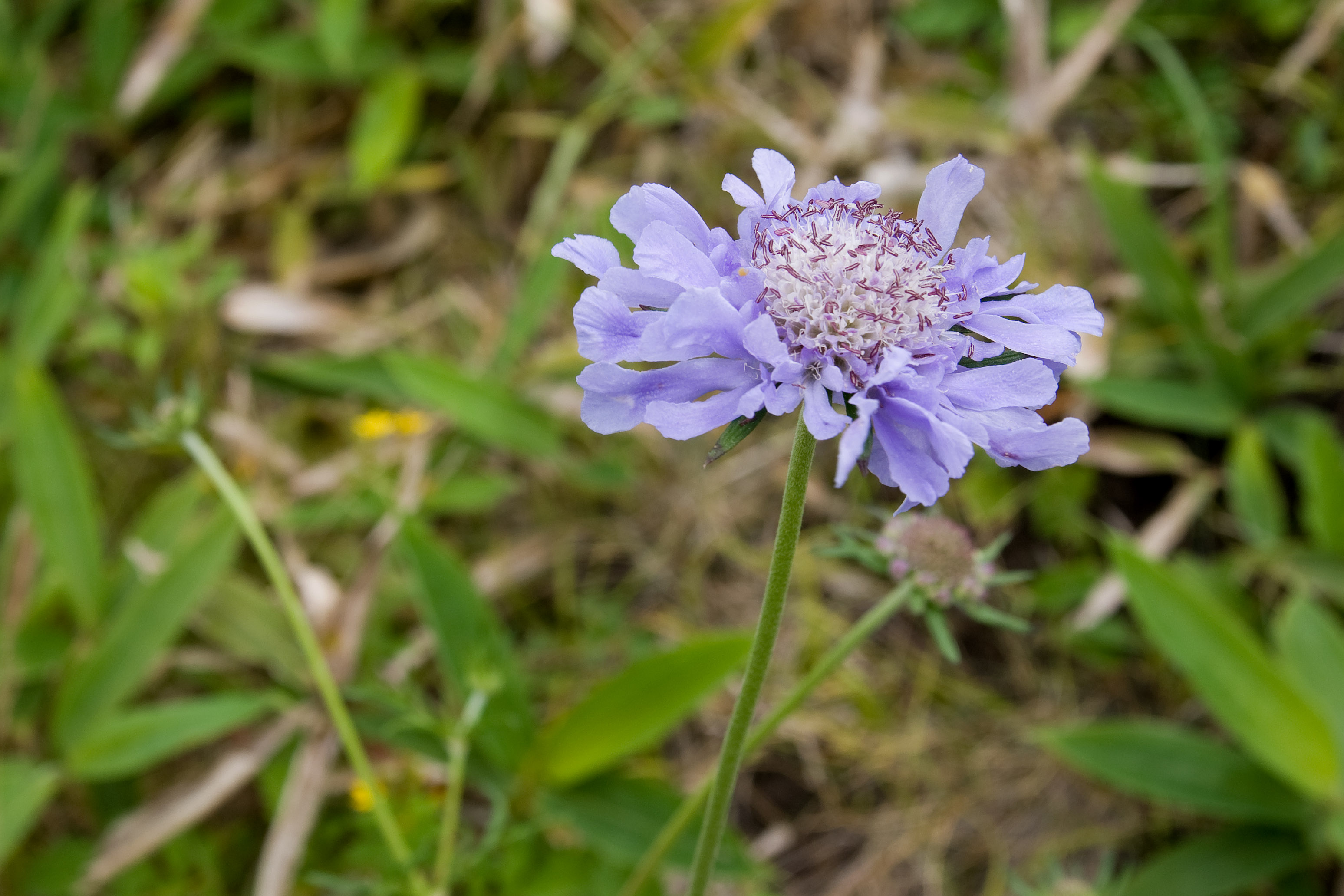
マツムシソウ
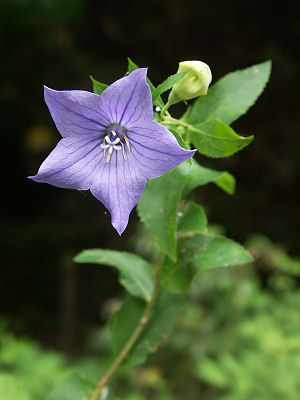
キキョウ
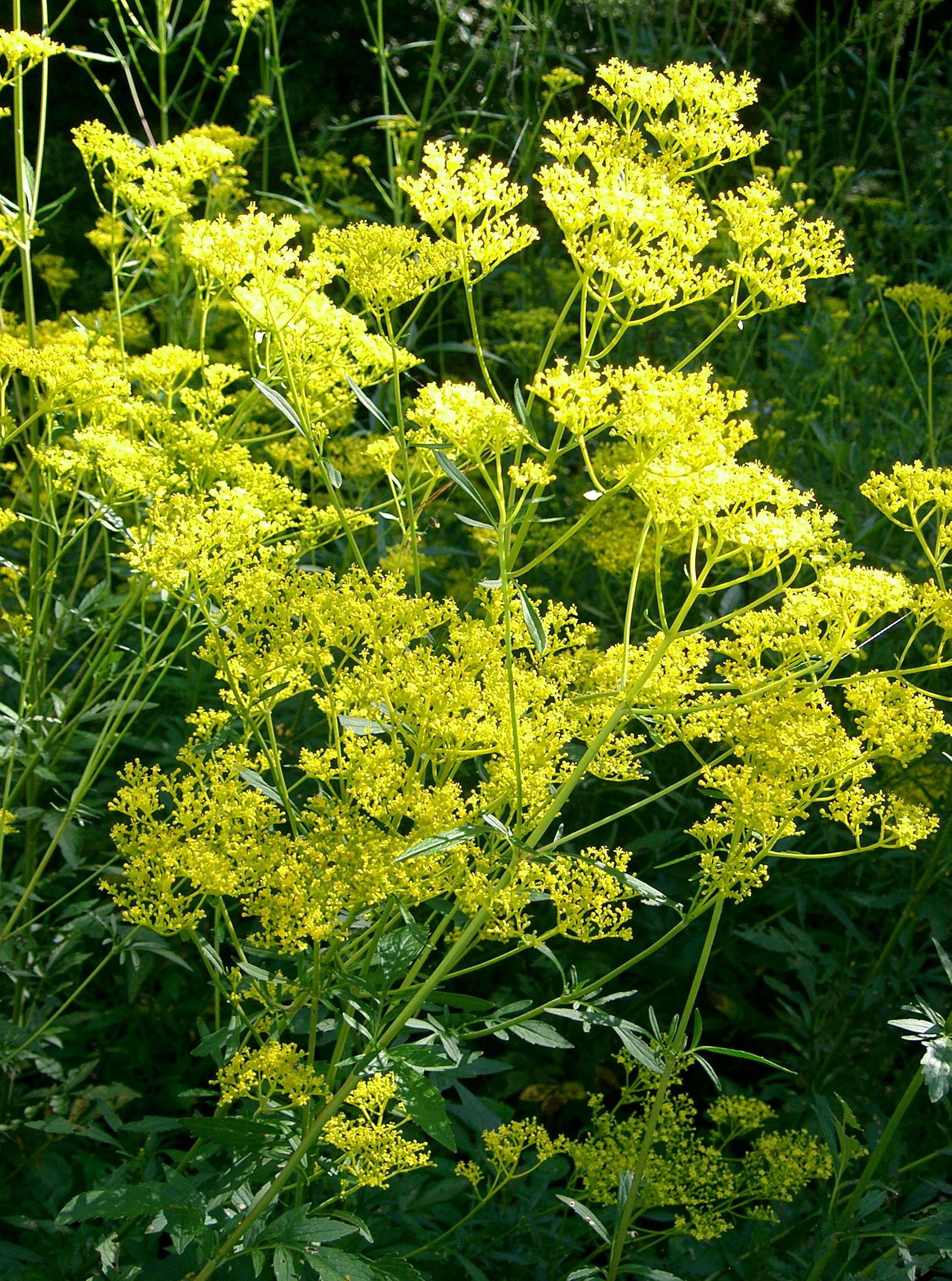
女郎花ことオミナエシ
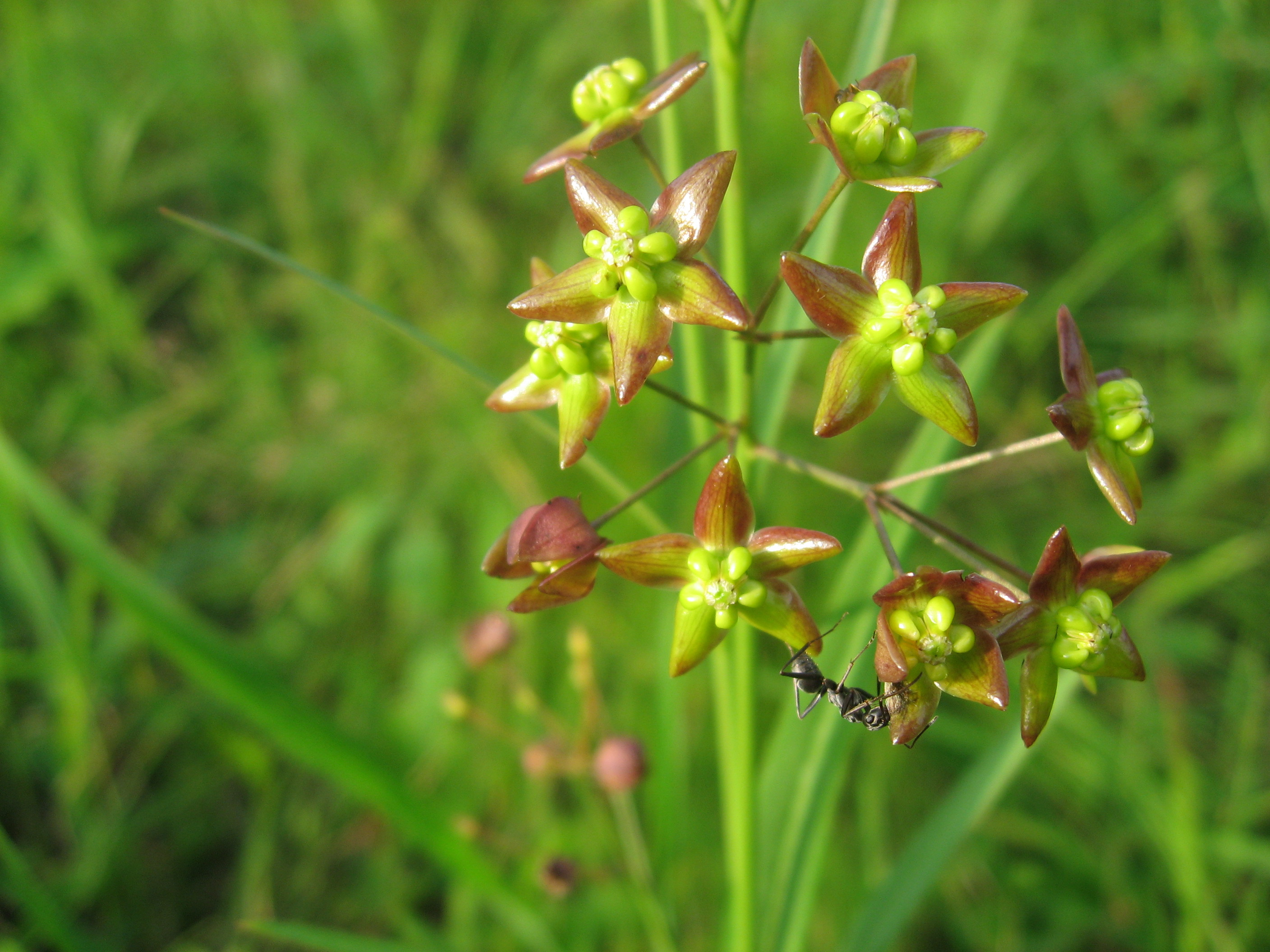
スズサイコ
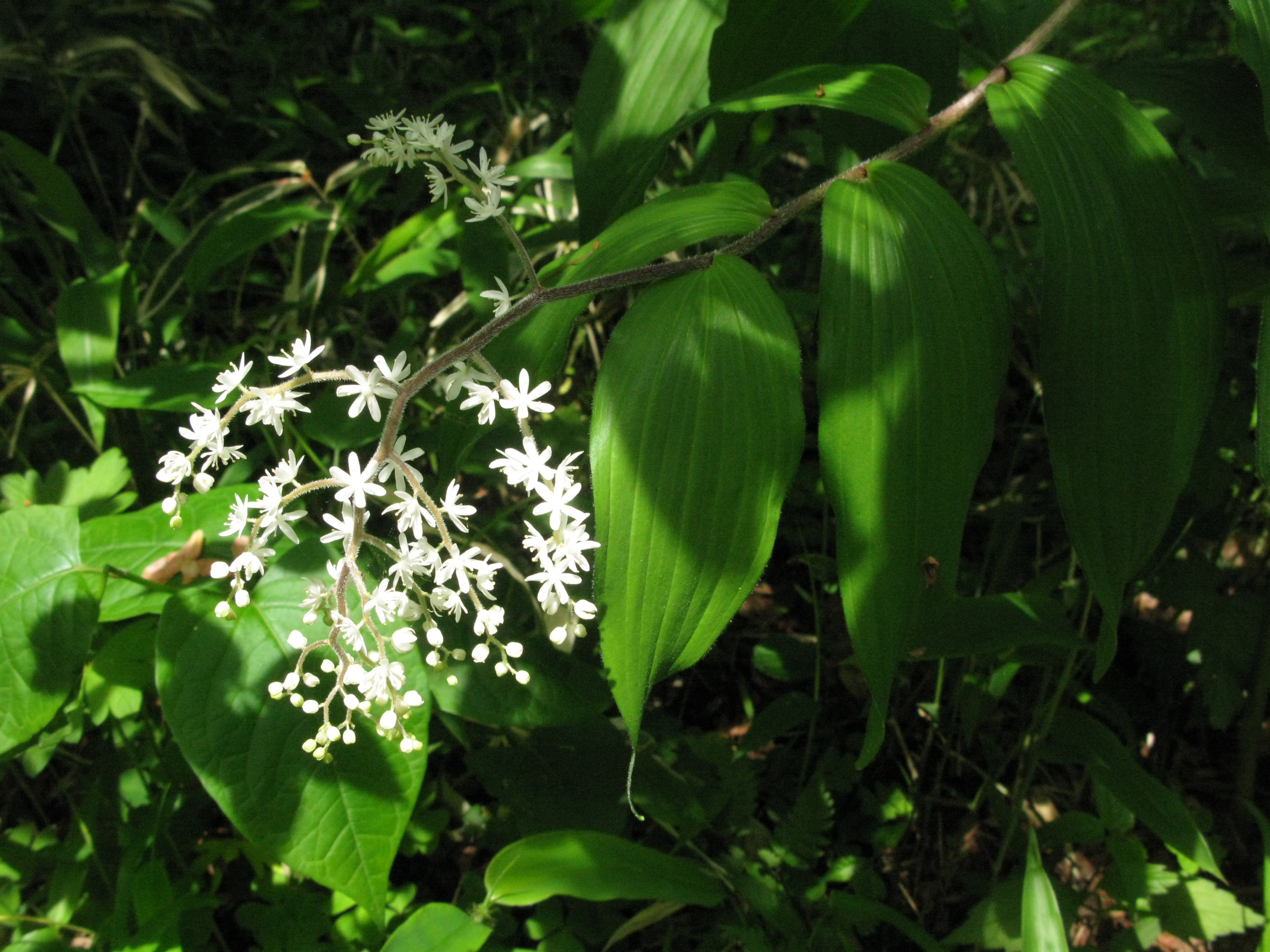
ハルナユキザサ
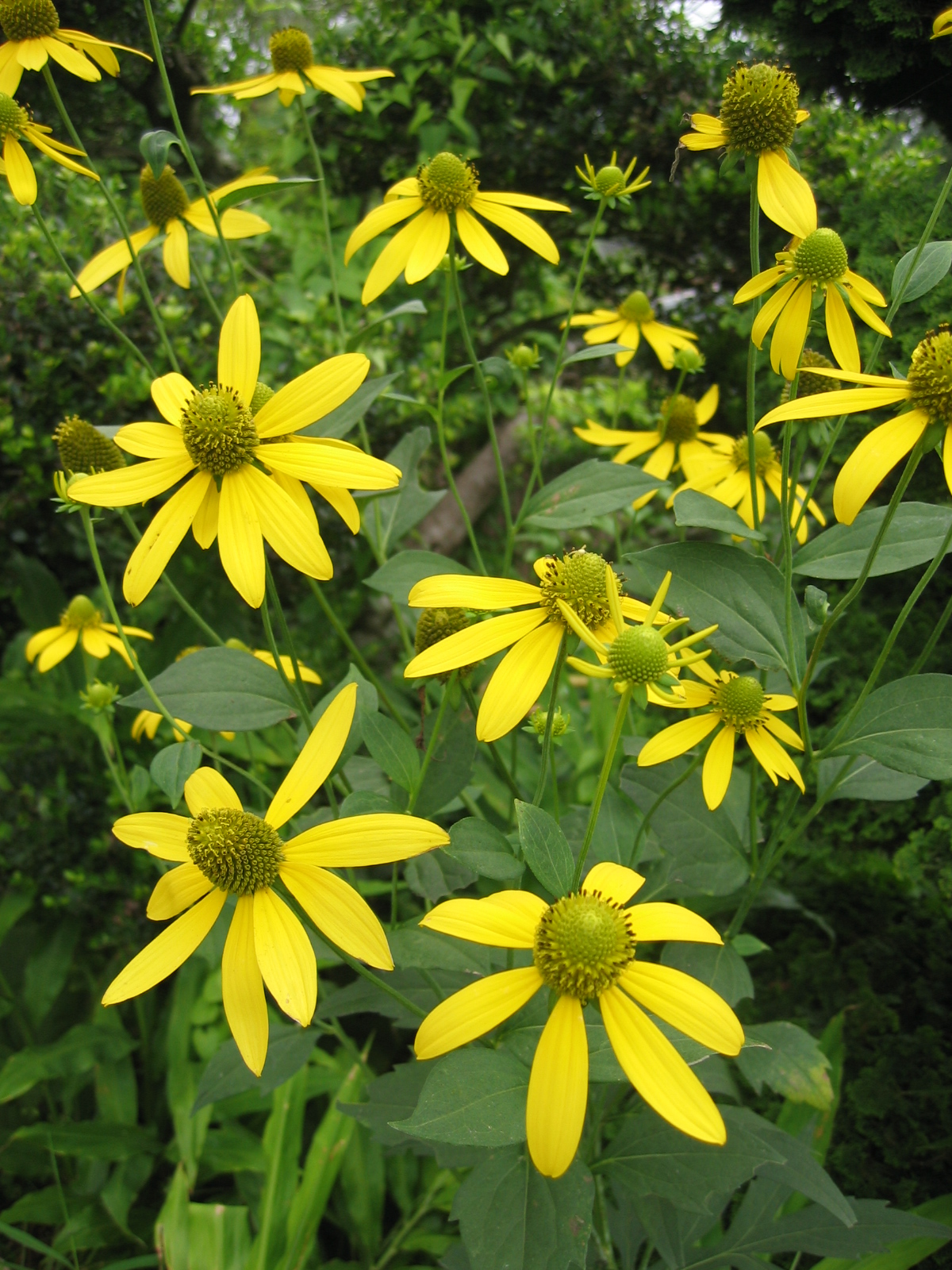
外来種として危険視されているオオハンゴンソウ

榛名湖の湖中で夏季にみられる主要な沈水植物（水草）としてはオオカナダモ、エビモ、主な植物プランクトンとしてハリケイソウ、フラギラリア、シネドラ、アステリオネラが挙げられる。

### 動物
昆虫類
沼ノ原にあるミズナラやカエデ、その雑種であるホソバガシワからなる混生林は、ミドリシジミ類（ゼフィルス）の多さで知られる格好の住処だった。しかし近年は急速にミドリシジミが減ってきており、これが他の昆虫類や動物の生態系へどのように影響を及ぼすかが懸念されている。
沼ノ原の草原や森には様々な植物や環境があり、それに合わせた様々な昆虫類が棲息している。草原では特にカメムシ目（カメムシ類、アワフキムシ、セミ類）、甲虫目（ハムシ類、テントウムシ類）やチョウ類が豊富である。このほかハチ目（ハチ類、アリ類）、バッタ目（バッタ類、イナゴ類）などの棲みかになっている。
榛名湖の湖岸では、近年復活したゲンジボタルをはじめ、カワゲラ類、トビケラ類、カゲロウ類などの幼生が水中にみられる。ただし止水性のトンボ類は少ない。
魚介類
環境省の自然環境保全基礎調査によれば、榛名湖では1987年（昭和62年）に22種、1993年（平成5年）には11種の魚類の生息が確認されている。1995年の11種は日本全国の主要湖沼のなかでは37位。
| 凡例 ◎＝調査で繁殖が確認されたもの ○＝聞き取りによる生息確認 ＋＝確認されなかったが記録にあるもの |                              |        |        |                                |
| 中分類 | 魚名                         | 1987年 | 1993年 | 備考                           |
| サケ科 | イワナ（ニッコウイワナ）     | ◎      |        |                                |
| サケ科 | ニジマス（スチールヘッド）   | ◎      |        |                                |
| サケ科 | ヒメマス                     | ◎      |        |                                |
| サケ科 | ヤマメ（ニッコウヤマメ）     | ◎      |        |                                |
| キュウリウオ科 | ワカサギ                     | ◎      | ◎      |                                |
| コイ科 | ヒガイ                       | ◎      |        | ※カマツカ亜科参照              |
| コイ科 | カマツカ                     | ◎      |        |                                |
| コイ科 | モツゴ                       | ◎      | ◎      |                                |
| コイ科 | ウグイ                       | ◎      |        |                                |
| コイ科 | アオウオ                     | ◎      |        |                                |
| コイ科 | ソウギョ                     | ◎      | ＋     | 要注意外来生物                 |
| コイ科 | ハス                         |        | ◎      |                                |
| コイ科 | オイカワ                     | ◎      | ◎      |                                |
| コイ科 | ハクレン（レンヒー）         | ◎      |        |                                |
| コイ科 | コイ                         | ◎      | ◎      |                                |
| コイ科 | ギンブナ                     | ◎      | ◎      |                                |
| コイ科 | ゲンゴロウブナ（ヘラブナ）   | ○      | ◎      |                                |
| コイ科 | タナゴ                       | ◎      |        |                                |
| ドジョウ科 | ドジョウ                     | ◎      | ◎      |                                |
| ナマズ科 | ナマズ                       | ◎      |        |                                |
| ナマズ科 | イワトコナマズ               |        | ◎      |                                |
| ウナギ科 | ウナギ                       | ◎      | ◎      |                                |
| ハゼ科 | ヨシノボリ                   | ◎      | ◎      |                                |
| サンフィッシュ科 | ブラックバス（オオクチバス） | ◎      |        | 県の漁業調整規則により放流禁止 |
| 環境省自然環境局生物多様性センター自然環境保全基礎調査1993年度「第4回基礎調査湖沼調査報告書（全国版）資料集」より ※この調査（1993年）では確認されていないものの、その後に出版されている様々な文献でブラックバスの存在が言及されている。2000年以降の文献では榛名湖は群馬県を代表するバス釣りの名所とみなされている。 |                              |        |        |                                |

名物として知られるワカサギをはじめ、ニジマス、ヒメマス、ゲンゴロウブナ（ヘラブナ）やコイ類は計画的な放流事業によって生息するようになった。オオクチバス（ブラックバス）とブルーギルは無断で持ち込まれた外来種である。榛名湖本来の在来種はドジョウとウナギ程度しかいない。
「第4回基礎調査」によると、このほか夏季にみられる主要な底生生物として、巻き貝のマルタニシ、チリメンカワニナ、タテヒダカワニナ、カワニナを挙げている。タテヒダカワニナ（カワニナ属）は1940年（昭和15年）頃に琵琶湖から移入されたものである。湖岸ではほかに、ナミウズムシなどのウズムシ類や、二枚貝（マシジミ、マメシジミ）、巻き貝（モノアラガイ、カワニナ類）などがみられる。このほか湖中の主要な動物性プランクトンとして、コシブトカメ、コウワムシ、イケツノオビムシ（ケラチウム属）、ゾウミジンコ、ヤマトヒゲナガケンミジンコが挙げられている。

榛名湖の名産ワカサギ
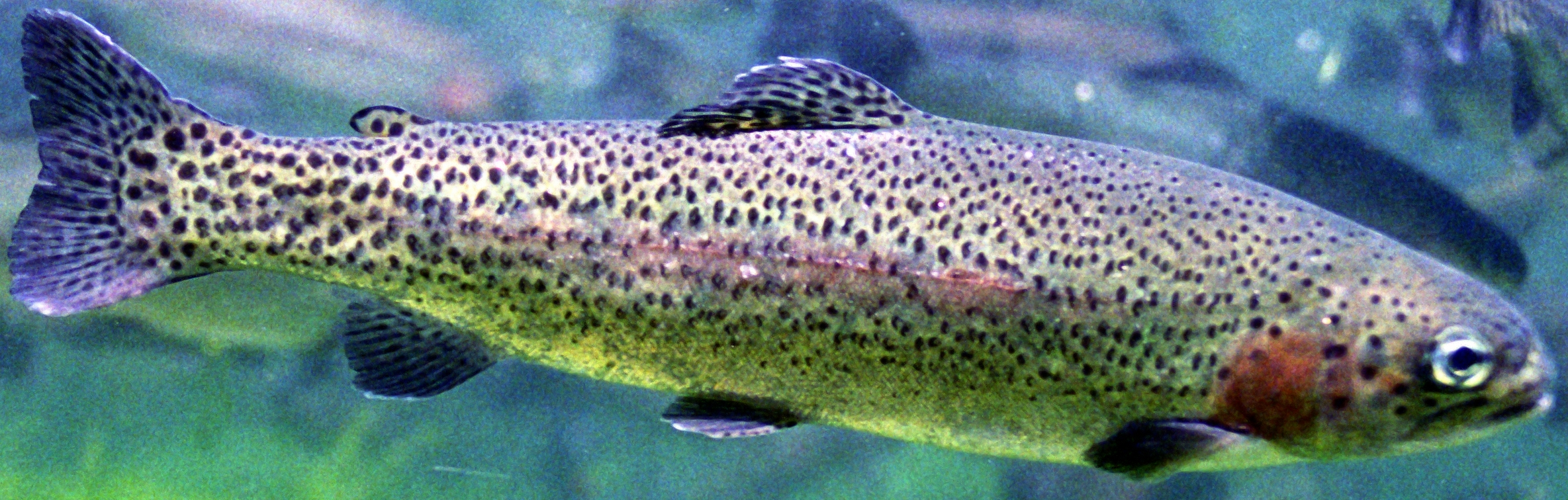
ニジマス
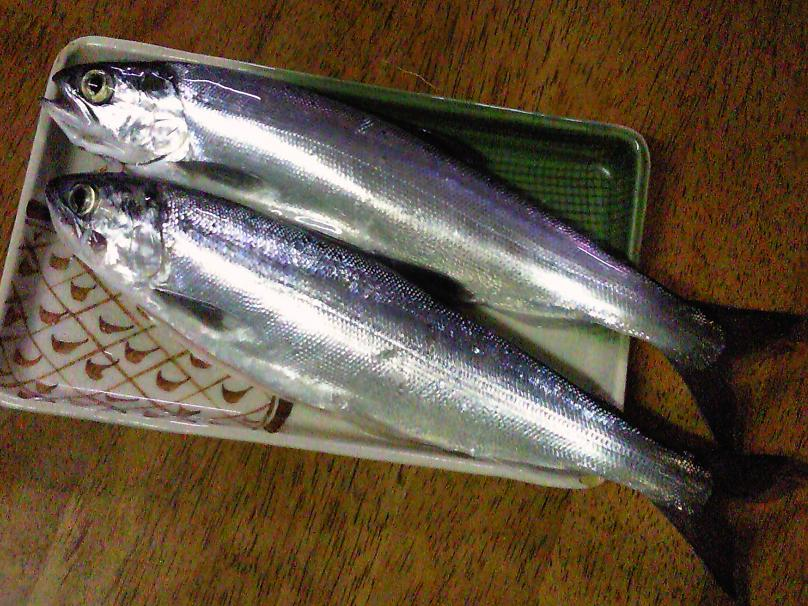
ヒメマス
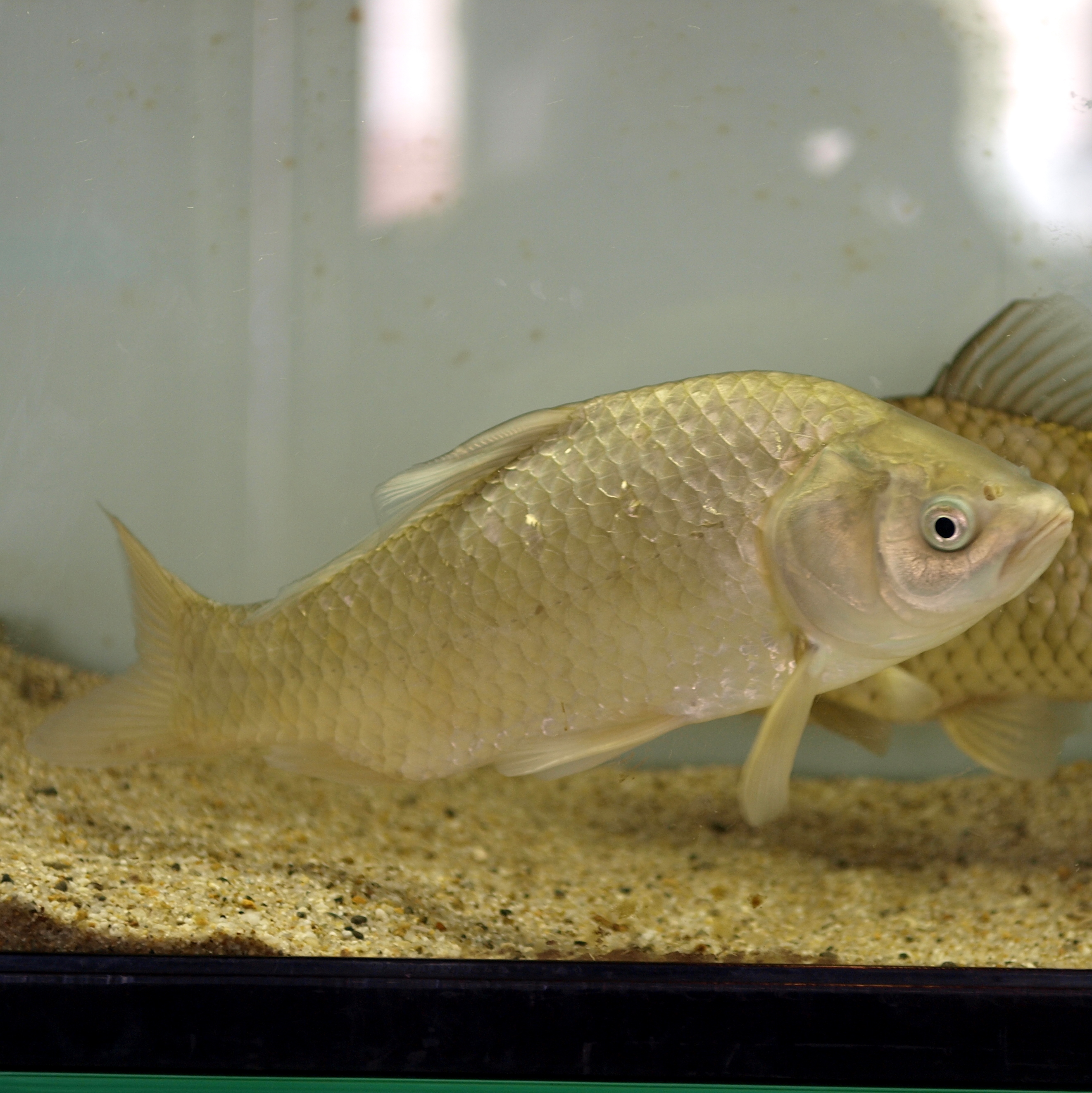
ヘラブナ（ゲンゴロウブナ）
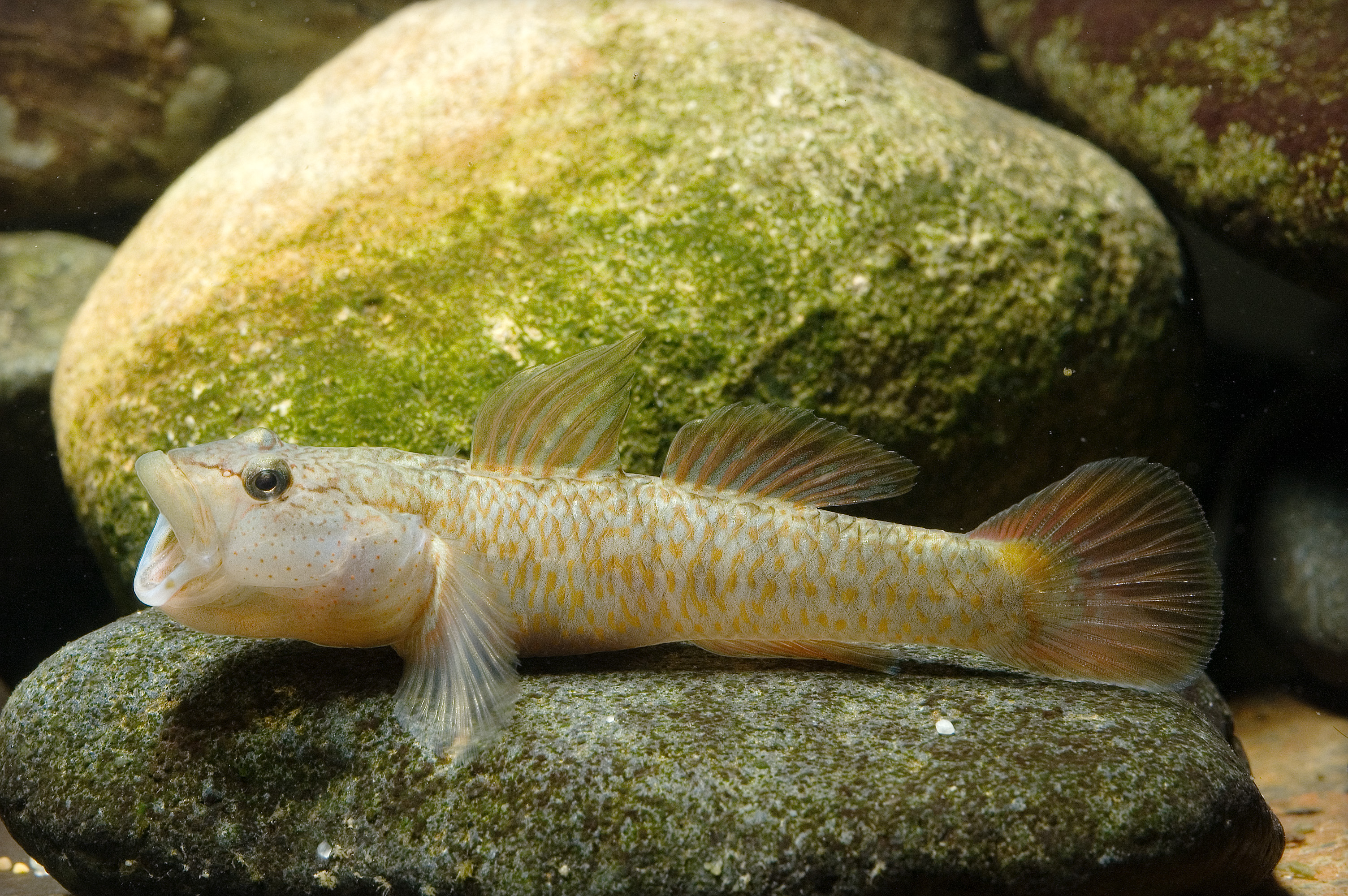
ヨシノボリの一種 (別産地)
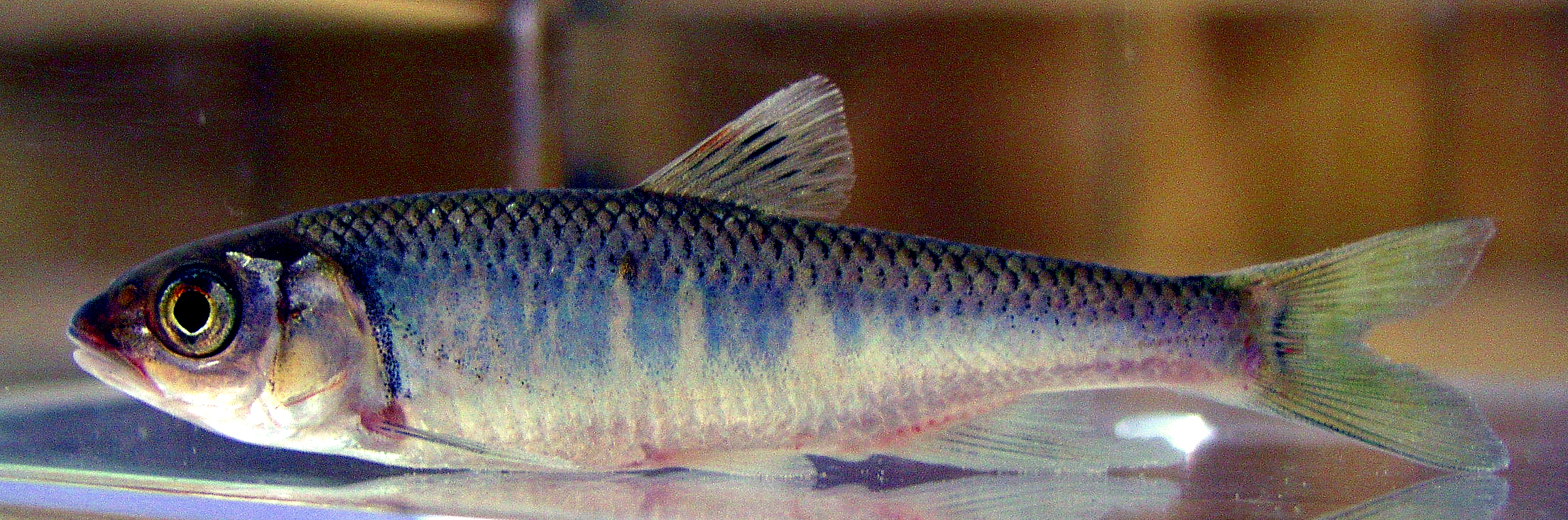
オイカワ (別産地)
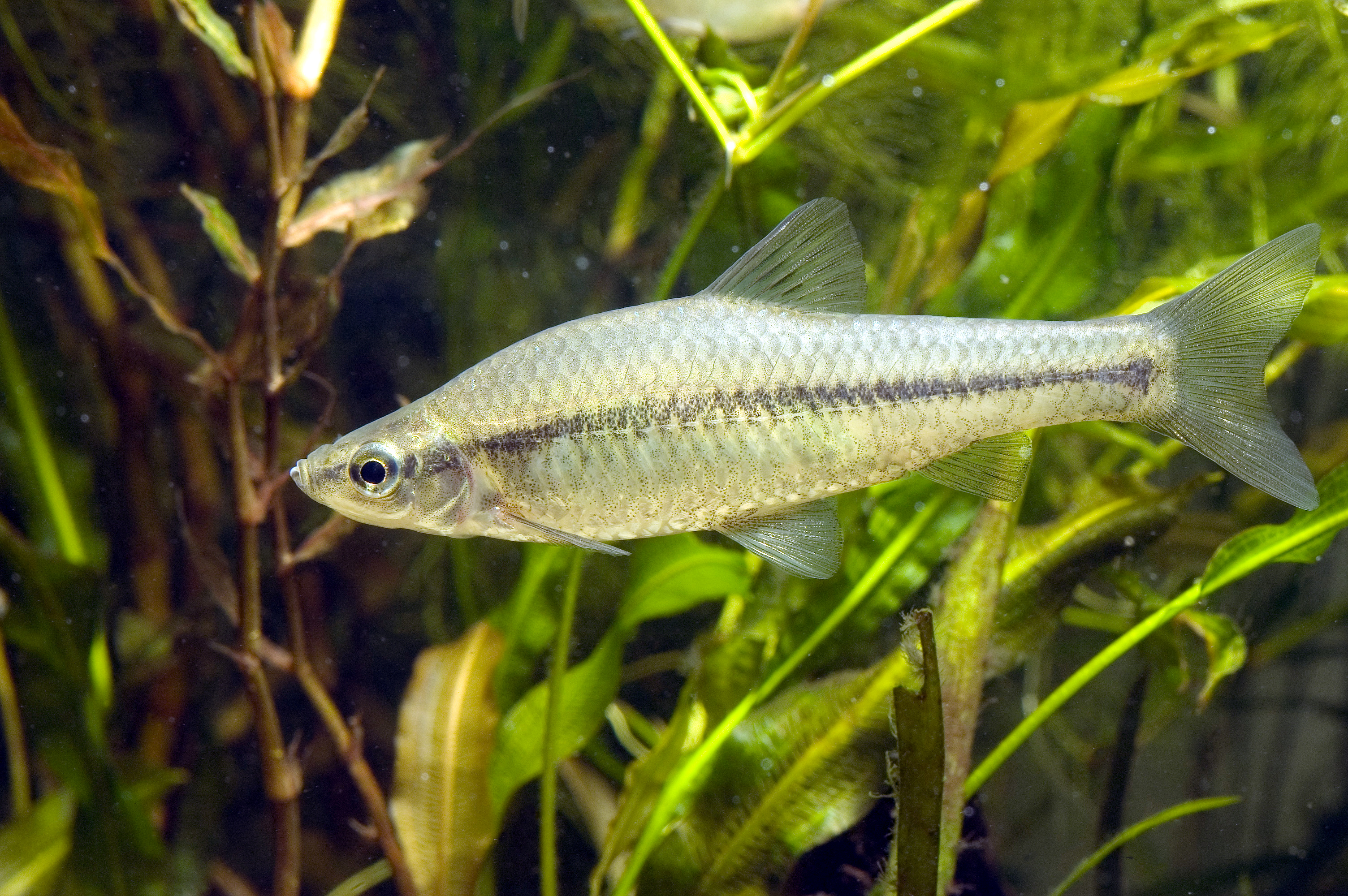
モツゴ (別産地)
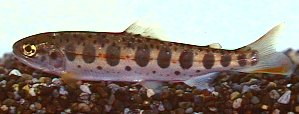
ヤマメ
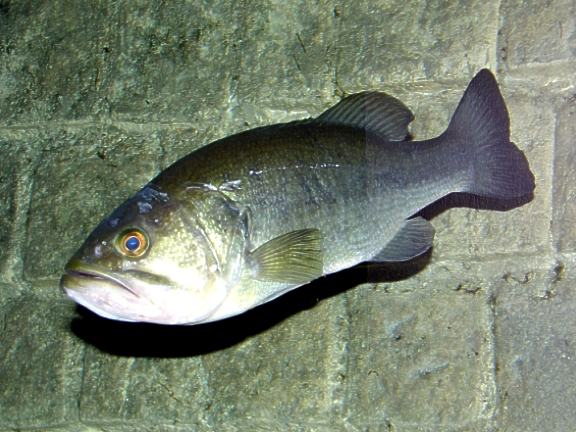
ブラックバス
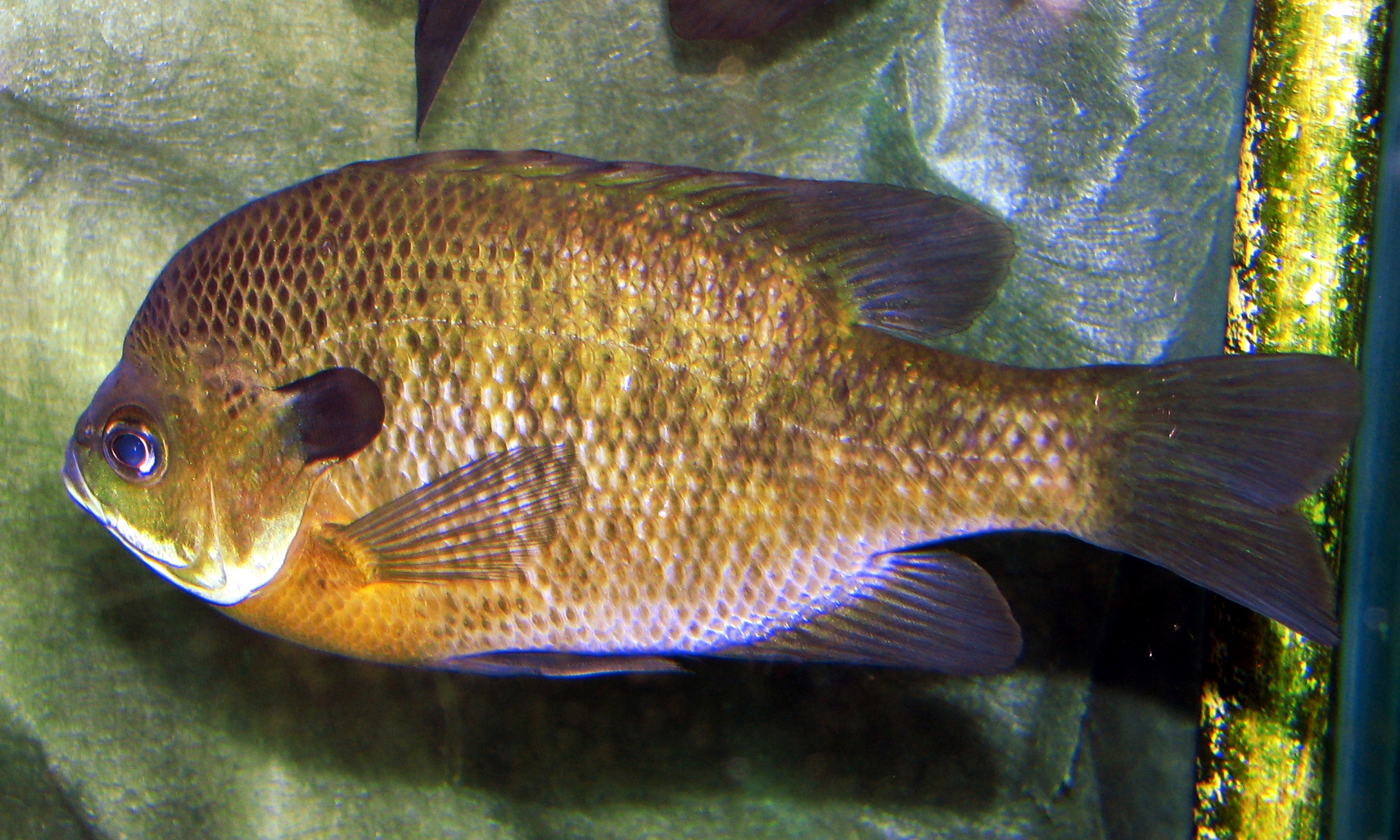
ブルーギル

榛名湖のワカサギ漁は2011年の東日本大震災に伴う原発事故の影響を受けた。榛名湖のワカサギから検出された放射性セシウム濃度が基準値を上回ったため、漁業者にはワカサギの出荷の自粛要請が出され、観光客もワカサギを釣っても持ち帰ることが禁止されたのである。この結果、ワカサギ漁は事実上の休業となり、釣り客は激減した。
2015年になって、放射性セシウムの濃度が基準値を安定的に下回るようになり、ワカサギ漁が解禁となった。この間、湖水中の動物プランクトンが著しく減少し、珪藻類の増加と水中の酸素量が大幅な低下が見られた。数年のあいだ漁が行われなかったために湖中のワカサギが増え、ワカサギが捕食する動物プランクトンが減少し、ワカサギの呼吸によって酸素濃度が低下したと推測されている。
両生類・爬虫類
榛名湖周辺（榛名山）の両生類ではヤマアカガエルやアズマヒキガエルが代表的である。爬虫類では8種が確認されており、シマヘビ、ヤマカガシ、アオダイショウ、ジムグリなどがいる。
鳥類
榛名湖で見られる水鳥としては、夏場のアオサギ、コアジサシ、ゴイサギ、冬場のマガモやカルガモなどがいる。このほか湖岸や周辺の山で見られるものとして、トビ、ハシボソガラス、ハシブトガラス、スズメ、オナガ、ヒヨドリ、ヒガラ、コガラ、アカゲラ、ウグイス、サンショウクイ、オオルリ、コルリ、キビタキ、サンコウチョウ、カッコウ、ホトトギス、センダイムシクイなどがいる。
哺乳類
榛名湖周辺の森には、次のような哺乳類が生息している。ヒメネズミ、アカネズミ、ノウサギ、キツネ、タヌキ、イタチ、テン、ニホンリス、モモンガ、ムササビ、キクガシラコウモリ、ウサギコウモリ。近年はツキノワグマやイノシシの目撃例が増えてきている。

## 文芸

### 和歌
- 万葉集・平安時代の和歌集に登場する榛名湖については歴史的呼称節を参照。

古代の『万葉集』や『古今和歌集』の中で「いかほのぬま」として詠まれた榛名湖は、その後も和歌の題材になってきた。歴史的呼称節で述べたように、奈良時代の東歌では榛名湖が具体的に描かれていたのに対し、平安時代になると、榛名湖が詠まれる事自体は増えたものの、実景として詠まれるのではなく、「いか」という音を修辞に用いるための歌枕として採用されるに過ぎなくなっていた。平安末期に詠まれた次の作品でも、「伊香保の沼」は具体的なイメージを持った湖としてではなく、はるか遠い東国を詠むのに定型的に用いる語として使用されているにすぎない。
鎌倉時代に入るとこうした状況は一変した。鎌倉幕府の樹立により、東国の武士が政治の表舞台へ登場したことで、榛名湖は再び和歌に描かれるようになった。建保3年（1215年）には、内裏で開催された「名所百首」で、夏の題材として榛名湖（伊香保沼）が撰定された。以下はそのときに詠まれたものである。
このほか『新撰和歌六帖』（寛元2年（1243年））では、「沼」というお題に対して5人の詠み手のうち2名が「伊香保の沼」を詠んだ。残る3首はいずれも特定の沼に言及しない歌だった。
近世から近代には、伊香保温泉を訪れた多くの文人が榛名湖へ足を伸ばし、紀行文や歌集に榛名湖を詠んだ。なかでも与謝野晶子(1878 - 1942)は伊香保温泉に造詣が深く、温泉街の中心をなす「石段」に与謝野晶子の『伊香保の街』の一部が刻まれている。与謝野晶子の死後刊行された『白桜集』の「伊香保遊草」には、伊香保温泉を詠んだ短歌が掲載されており、それらの中に次のような歌がある。この歌でも「いか」を用いる古典的な修辞が行われている。
木下尚江（1869 - 1937）も明治末期に伊香保温泉に1年滞在し、『懺悔』『飢渇』『霊か肉か』を書き上げた。当時詠んだ歌が後に発表されている。

### 俳句
榛名湖の湖畔の公園には、「ホトトギス三代句碑」が建立されており、高浜虚子とその長男、孫による俳句が刻まれている。

### 詩歌
棟高村（市町村合併により後に高崎市群馬町棟高）出身の詩人、山村暮鳥（1884 - 1924）は次のような作品を残している。

### 美術
画家として知られる竹久夢二（1884 - 1934）は、1930年（昭和5年）に伊香保温泉に1ヶ月ほど逗留している。夢二ははじめ榛名湖の湖畔にアトリエを設けた。その頃の夢二が描いた代表作『榛名山賦』では、早春の榛名山を背景に春の女神佐保姫が描かれている。そして右上の画賛には次のような歌が詠まれている。
夢二はアトリエでは飽き足らず、生活と美術が完全に直結し、商業主義と粗悪品に満ち溢れた俗世とは隔絶された空間を実現するため、榛名湖畔に土地を確保して美術学校の建設にとりかかった 。
この企画には各方面から賛同者・支援者が集まった。文学界からは島崎藤村、美術界からは藤島武二、森口多里、声楽界からは淡谷のり子、実業界からは5代桜井伊兵衛、篠原秀吉などである。しかし、その頃の夢二は、お葉・山田順子をめぐる醜聞によって急速に人気を失いつつあり、建設資金の確保に手間取り計画は思うように進まなかった。夢二は翌1931年に、淡谷のり子の出演を目玉に据えて資金集めのための「舞踊と音楽の会」を群馬県の主要都市で開催した。これによって「かなりの」資金が集まったが、夢二はそのまま2年余りにわたって欧米への旅行にでかけてしまい、その道中で資金を使い切ってしまった。夢二は帰国後間もなく病死してしまい、美術学校は実現しないまま終わった。1989年に整備された「湖畔の宿記念公園」には復元されたアトリエが設けられている。また、伊香保温泉には竹久夢二伊香保記念館が開設された。

### 文学・小説
- 文筆家の横光利一（1898 - 1947）は、1922年（大正11年）に中央公論社から小説『榛名』を発表した。これは紀行文のような内容で、利一は榛名湖畔に数日間滞在してその様子を綴っている。

このほか、榛名湖を舞台とする作品として次のようなものがある。
- 山口寒水『氷採人夫』（『群馬文学全集 17 群馬の作家』）
- 中町信『榛名湖殺人事件』（1987年）

## ポップカルチャー

### 歌謡
榛名湖畔では、1989年（平成元年）になって、太平洋戦争前後の歌謡曲が一躍脚光を浴びるようになった。これは1940年（昭和15年）に高峰三枝子が唄ってヒットした『湖畔の宿』という歌謡曲である。
このように、歌詞は何処かの山中の湖畔に泊まった女性が、一人寂しく便りを綴るという内容だった。1989年の夕刊フジによると、物悲しいこの歌謡曲は戦時中の時勢に適さないとして発売中止にもなったが、前線の兵士にも人気だったという。
歌詞の中では、曲の舞台が具体的にどこの湖であるかは言及されていない。一般には諏訪湖（長野県）、浜名湖（静岡県）、山中湖（山梨県）などが舞台だと解釈されていたし、歌い手の高峰三枝子自身は芦ノ湖（神奈川県）をイメージしていた。
流行から半世紀あまりも経った1988年になって、榛名山に縁の深い詩人萩原朔太郎の義弟で、『湖畔の宿』の作詞者である佐藤惣之助（1890 - 1942）が、曲の発表当時の1942年に書いた手紙が発見された。手紙は榛名湖畔の旅館（湖畔亭）の仲居宛のもので、「『湖畔の宿』は榛名湖のこと」と明記されていた。
この「発見」により、地元の自治体や商工会はこれを観光の呼び物にしようと、自動でメロディが流れる歌碑、ハンドルを引くと曲が流れるフェンス、野外ステージなどを備えた「湖畔の宿記念公園」を整備した。園内には群馬県出身の彫刻家分部順治による「乙女の像」が設置されているほか、竹久夢二のアトリエ（#美術参照）も復元されて設置されている。
このほか、榛名湖を題材にした楽曲として次のようなものがある。
- 『榛名湖の少女』（1967年）- 歌：布施明、作詞：なかにし礼、作曲：平尾昌晃、編曲：森岡賢一郎。

### テレビ・漫画・アニメ
1960年代に整備された群馬県道33号渋川松井田線は、榛名山の標高600-700メートル付近にある伊香保温泉から、山頂付近のヤセオネ峠（標高1185メートル）まで、30ヶ所のヘアピンカーブが連続して「ヘビのように曲がりくねって」いる。そして峠から先は、榛名湖が火山噴出物によって埋め立てられてできた沼ノ原（榛名高原）の平地に入り、長さ約2キロメートル、高低差約100メートルの直線道路になっている。標高1000メートル級の山頂にこうしたストレートがあるのは「世界でも非常に珍し」く、きわめてスピードが出やすい道路である。
1995年から2013年にかけて『週刊ヤングマガジン』誌に連載された『頭文字D』（作者：しげの秀一）では、この道路が主要な舞台の一つになっている。主人公は家業の豆腐店の配達を手伝ってこの道路を走るうちに運転技術に磨きがかかり、やがて公道レースに熱中するようになる。『頭文字D』は原作の漫画からTVアニメ化（1998 - 2014年）、劇場用アニメ（2001年、2014-2016年）、ゲーム（2002年 - ）、実写版の劇場作品（2005年）へ発展し、世界的な人気作品となった。
「上毛三山」として知られる赤城山・妙義山・榛名山のうち、赤城山と妙義山は『頭文字D』の作中でも実名で登場するが、榛名山だけは「秋名山」という仮名で描かれ、榛名湖も「秋名湖」として登場する。映像化作品でも実際に現地で撮影が行われるなどしており、日本全国からファンが「聖地巡礼」に訪れる。現地では、作中の自動車や施設を再現し、関連グッズを集めた展示販売なども行われ、愛好者を集めたイベントも開催されている。
なお現地の直線道路には、速度超過の抑制を目的として2008年に群馬県によってメロディーロードが施工された。これは「榛名湖メロディライン」と呼ばれ、適切な速度で実走すると『静かな湖畔』のメロディが流れる仕組みになっている。選曲は榛名湖のイメージをもとに行われたという。これは居眠り運転防止の機能もあるとされ、観光客誘致の効果も期待されていた。2014年5月に、榛名湖メロディラインを舞台とするダイハツ工業の軽自動車タント・カスタムのテレビコマーシャルが放映された。これは自動車の静粛性をアピールする狙いのCMで、路面から流れる『静かな湖畔』にあわせて走行中の車内で出演者が輪唱するという演出のものだった。

## ギャラリー

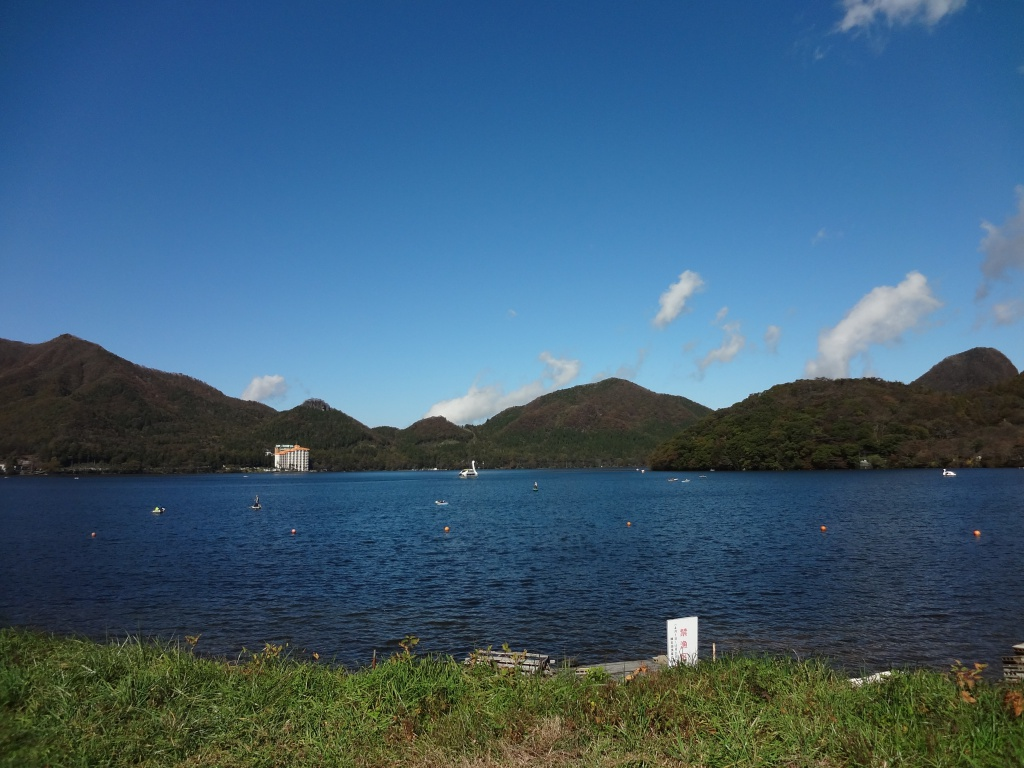
10月の榛名湖畔
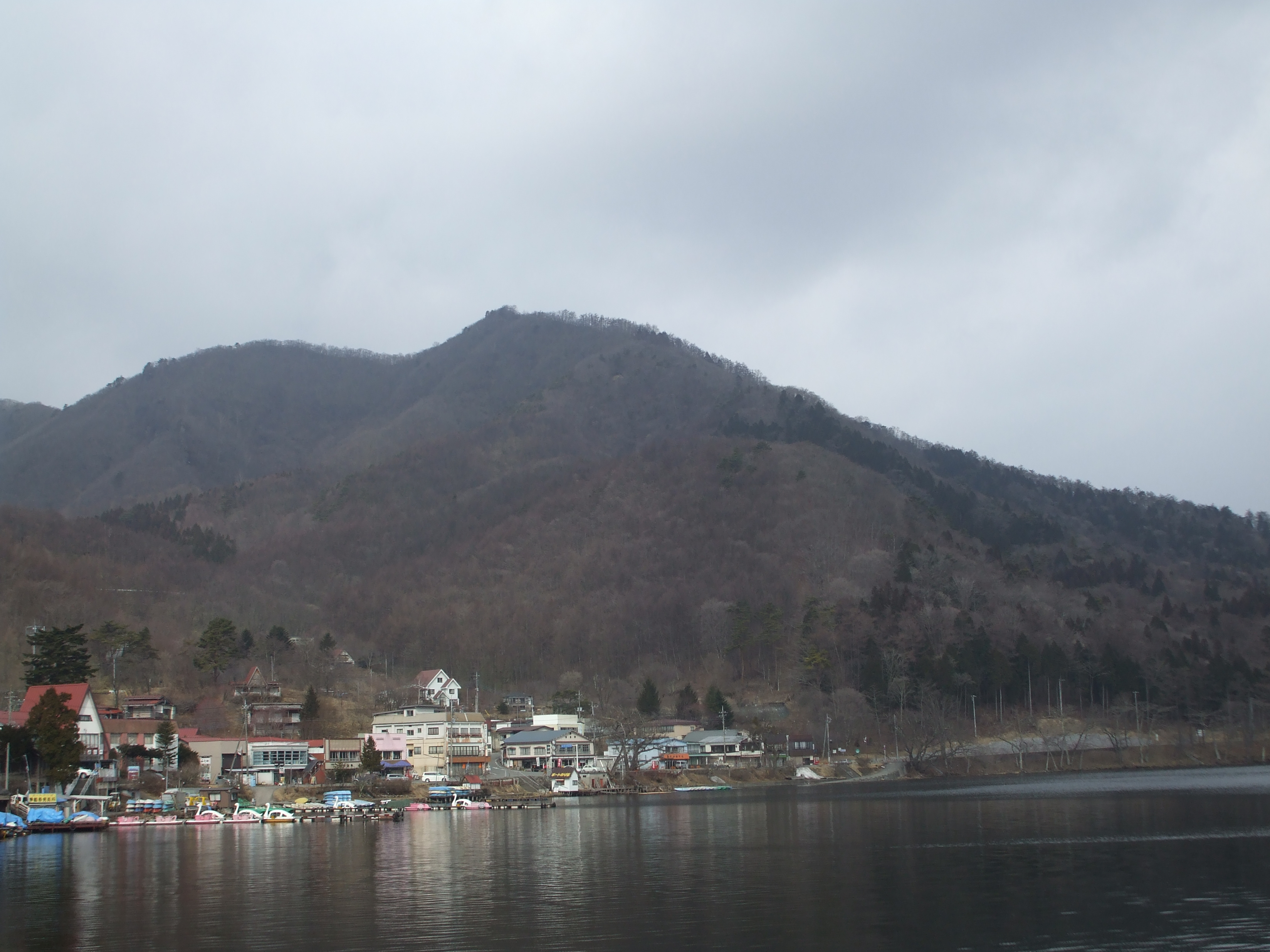
南湖畔の掃部ヶ岳

## 交通
道路
榛名湖のほぼ全周に自動車用の道路が通じている。このうち湖の南岸を群馬県道が通っており、伊香保温泉、高崎市中心部方面、国道406号（草津街道）、吾妻川中流（岩櫃城）方面とを結んでいる。湖畔を走る県道のうち、西側半分は群馬県道28号高崎東吾妻線、東半分は県道33号（28号との重複区間）である。
- 群馬県道33号渋川松井田線（旧・伊香保榛名有料道路） - 伊香保温泉（標高約690m）からヤセオネ峠（標高約1170m）まで約9km、ヤセオネ峠から沼ノ原（標高約1100m）まで約2km、沼ノ原から南湖畔（標高約1090m）まで約2km。南湖畔から天神峠（約1120m）まで約500m、天神峠から榛名神社門前（標高約800m）まで約3.5km。その後約7.5kmで榛名山の南西山麓（標高約400m）へおり、国道406号と合流する。沼ノ原の一部区間が「榛名湖メロディライン」となっている（#テレビ・漫画・アニメを参照。）。

- 群馬県道28号高崎東吾妻線 - 高崎市中心部を起点とする。箕輪城跡を経て榛名山の東南山麓を大沢川（利根川水系烏川支流）に沿って登り、松之沢峠（標高約1130m）を越えて沼ノ原に至る。沼ノ原から榛名湖南岸までが県道33号との重複区間。湖の西岸から掃部ヶ岳と鬢櫛山のあいだで外輪山を越え、榛名山を北西にくだる。吾妻川と温川の合流点にある岩櫃城跡付近で国道145号に合流する。

- 群馬県道126号榛名山箕郷線 - 路線としては榛名神社前を起点とする。ここから天神峠、榛名湖畔、沼ノ原までは県道33号との重複区間である。沼ノ原から分岐し、榛名山外輪山の天目山（1303m）と三ツ峰山（1316m）の鞍部を越え、車川（利根川水系烏川支流）沿いに東南へくだる。箕輪城付近で県道26号に合流する。

鉄道・索道
- 榛名山ロープウェイ - 沼ノ原にある榛名高原駅（標高約1100m）と榛名富士山頂駅（標高約1360m）とを結ぶ。
- 伊香保ケーブル鉄道 - 伊香保温泉の新伊香保駅とヤセオネ峠の榛名山駅を結んでいた。1966年に廃止。

船舶
- 榛名湖遊覧船 - 湖畔から約20分で周遊する。運航時刻は不定で、乗客が集まると出航[108]。

### アクセス
- 高崎駅（JR東日本・上信電鉄）からバスで約90分[77]。
- 関越自動車道高崎ICから車で約60分[77]。
- 伊香保温泉からバスで約40分[109]